# توغای‌لی (دینار)
توغای‌لی (به ترکی استانبولی: Tuğaylı) یک منطقهٔ مسکونی در ترکیه است که در دینار (شهر) واقع شده‌است.